# Лизаново
Лизаново — деревня в Шугозёрском сельском поселении Тихвинского района Ленинградской области.

## История
ЛИЗАНОВО — деревня Чудского общества, прихода Явосемского погоста. Река Явосьма.

Крестьянских дворов — 22. Строений — 27, в том числе жилых — 23.

Число жителей по семейным спискам 1879 г.: 70 м. п., 91 ж. п.; по приходским сведениям 1879 г.: 61 м. п., 82 ж. п.

В конце XIX — начале XX века деревня административно относилась к Кузьминской волости 2-го земского участка 2-го стана Тихвинского уезда Новгородской губернии.

ЛИЗАНОВО — деревня Чудского общества, дворов — 32, жилых домов — 65, число жителей: 123 м. п., 99 ж. п. 

Занятия жителей — земледелие, рубка и сплав леса. Река Явосьма. Две мелочных лавки. (1910 год)

По сведениям на 1 января 1913 года в деревне Лизаново было 253 жителя из них детей в возрасте от 8 до 11 лет — 30 человек.
С 1917 по 1918 год деревня входила в состав Кузьминской волости Тихвинского уезда Новгородской губернии.
С 1918 года в составе Череповецкой губернии.
С 1924 года в составе Капшинской волости.
С 1927 года в составе Явосемского сельсовета Капшинского района.
В 1928 году население деревни составляло 223 человека.
Согласно карте Ленинградской области Северо-западного аэрогеодезического треста ГГУ издания 1932 года деревня насчитывала 24 крестьянских двора. В деревне находилась часовня и водяная мельница:
| Внешние изображения | Внешние изображения                 |
| ------------------- | ----------------------------------- |
|                     | Деревня Лизаново на карте 1932 года |

По данным 1933 года деревня Лизаново входила в состав Явосемского сельсовета Капшинского района Ленинградской области.
В 1958 году население деревни составляло 136 человек.
С 1963 года в составе Тихвинского района.
По данным 1966, 1973 и 1990 годов деревня Лизаново также входила в состав Явосемского сельсовета.
В 1997 году в деревне Лизаново Шугозёрской волости проживал 21 человек, в 2002 году — 22 человека (все русские).
В 2007 году в деревне Лизаново Шугозёрского СП проживали 11 человек, в 2010 году — 7.

## География
Деревня расположена в северо-восточной части района на автодороге 41К-918 (Григино — Лизаново).
Расстояние до административного центра поселения — 23 км.
Расстояние до ближайшей железнодорожной станции Тихвин — 89 км.
Деревня находится на левом берегу реки Явосьма.

## Демография
| 2007 | 2010 | 2017 |
| ---- | ---- | ---- |
| 11   | ↘7   | ↗8   |

### Национальный состав
Согласно данным Всероссийской переписи населения 2021 года в деревне проживали 14 человек, все русские.

## Улицы
Кузнечная, Кузнечный переулок, Прибрежная, Садовая.